# My Little Pony (2003)
My Little Pony é uma série de curtas e filmes animados americana produzida pela SD Entertainment e Hasbro Studios, e baseado na franquia do mesmo nome e antecessor da série animada de 2010, My Little Pony: A Amizade É Mágica.
A série considerada pelos colecionadores como "terceira geração" ou "G3".

## Personagens e elenco
- Tabitha St. Germain como Minty, Thistle Whistle, Wysteria, Scootaloo
- Janyse Jaud como Pinkie Pie
- Venus Terzo como Rainbow Dash (2003-2008)
- Lenore Zann como Star Catcher
- Jillian Michaels como Razaroo
- Kathleen Barr como Kimono, Puzzlemint
- Cathy Weseluck como Rarity
- Andrea Libman como Zipzee, Sweetie Belle
- Chantal Strand como Tiddly Wink, Starsong
- Britt McKillip como Tra LaLa
- Brian Drummond como Spike
- Erin Mathews como Lily Lightly, Toola-Roola
- Kelly Metzger como Storybelle
- Anna Cummer como Star Flight, Heart Bright, Rainbow Dash (2009)
- Kelly Sheridan como Cheerilee

## Mídia

### Filmes diretamente em vídeo
Entre 2003 e 2009, os pôneis apareceram em uma série de curtas e filmes diretamente em vídeo. A maioria deles foi produzida pela SD Entertainment. Estes são definidos em outro ambiente, e apresentam os pôneis da "G3":
| Versões antecipadas |                           |                              |                        |
| My Little Pony: A Charming Birthday | Paul Sabella Dan Kuenster | Jeanne Romano                | 2003                   |
| Um lançamento direto para vídeo, ele não foi vendido sozinho, mas embalado com alguns dos primeiros personagens da "G3".                                                                               |                           |                              |                        |
| "My Little Pony: Dançando com Nuvens" "My Little Pony: Dancing in the Clouds" | Davis Doi                 | Jeanne Romano                | 2004                   |
| Este foi um VHS incluído com o primeiro pônei pégaso da linha "G3", Star Catcher. |                           |                              |                        |
| My Little Pony: Friends Are Never Far Away | John Grusd                | Bonnie Solomon               | 2005                   |
| Um DVD que vem embalado com um novo pônei pégaso, Hidden Treasure. |                           |                              |                        |
| "My Little Pony: Um Doce Natal" "My Little Pony: A Very Minty Christmas" | Vic Dal Chele             | Jeanne Romano                | 25 de outubro de 2005  |
| O primeiro vídeo vendido por si só, disponível em VHS e DVD. Incluía "Dancing in the Clouds" como um episódio bônus. Relançado em outubro de 2008 com uma estatueta bônus, Ponyville Minty.            |                           |                              |                        |
| "My Little Pony: O Passeio da Princesa" "My Little Pony: The Princess Promenade" | Vic Dal Chele             | Jeanne Romano                | 7 de fevereiro de 2006 |
| Destaque da estreia da encarnação "G3" de Spike, o Dragão. Incluía também Breezies, pequenos pôneis fadas. Ele estava disponível em VHS e DVD, e incluía "A Charming Birthday" como um episódio bônus. |                           |                              |                        |
| "My Little Pony Princesa de Cristal: Em Busca do Arco-Íris" "My Little Pony Crystal Princess: The Runaway Rainbow"                                                                                     | Vic Dal Chele Davis Doi   | Jeanne Romano Bonnie Solomon | 12 de setembro de 2006 |
| Destaque o novo unicórnio da "G3", Rarity. Apenas lançado em DVD (cópias promocionais estão disponíveis em VHS), incluía "Friends Are Never Farway" como um episódio bônus.                            |                           |                              |                        |
| My Little Pony: A Very Pony Place | John Grusd                | Jeanne Romano Bonnie Solomon | 6 de fevereiro de 2007 |
| Três novos contos de pônei, incluindo "Come Back, Lily Levemente", "Two For the Sky" e "Positively Pink". Cada história apresenta Lily Lightly, Storybelle e Puzzlemint.                               |                           |                              |                        |
| Renovado em 2008 |                           |                              |                        |
| My Little Pony: Pinkie Pie's Special Day | John Grusd                | Jeanne Romano Bonnie Solomon | 2008                   |
| Embalado em um conjunto do mesmo nome, com Pinkie Pie em uma roupa parecida com a usada no episódio.                                                                                                   |                           |                              |                        |
| My Little Pony: Meet the Ponies | John Grusd                | ASA                          | 2008                   |
| Um DVD contendo vários mini-episódios apresentando os pôneis "core seven" que estavam disponíveis online pela primeira vez. Embalado com a primeira onda dos brinquedos do pônei "core seven".         |                           |                              |                        |
| My Little Pony: Starsong and the Magic Dance Shoes | John Grusd                | Jeanne Romano Bonnie Solomon | 2008                   |
| Embalado em um conjunto do mesmo nome, com Starsong em uma roupa parecida com a usada no episódio. |                           |                              |                        |
| My Little Pony: Rainbow Dash's Special Day | John Grusd                | Jeanne Romano Bonnie Solomon | 2009                   |
| Embalado em um conjunto do mesmo nome, com Rainbow Dash em uma roupa parecida com a usada no episódio.                                                                                                 |                           |                              |                        |
| Renovado em 2009 |                           |                              |                        |
| "My Little Pony: A Estrela dos Desejos" "My Little Pony: Twinkle Wish Adventure" | John Grusd                | Sherri Stoner                | 13 de outubro de 2009  |
| Lançado pela Shout! Factory e Hasbro, este DVD inclui um filme de longa-metragem, uma canção longa e outro material bônus.                                                                             |                           |                              |                        |

### My Little Pony Live: The World's Biggest Tea Party (2006)
My Little Pony Live: The World's Biggest Tea Party é um musical de 90 minutos produzido pela Hasbro e VEE Corporation, anunciado pela primeira vez em 19 de junho de 2006 e estreiando Pinkie Pie, Minty, Sweetberry, Sew-and-so, Rarity, Rainbow Dash, Spike, Thistle Whistle, Zipzee, Tra La La, Tiddlywink e Wysteria. O show estreou em outubro de 2006 e foi lançado em DVD em 16 de setembro de 2008.

### Jogos eletrônicos
- My Little Pony Crystal Princess: The Runaway Rainbow é um jogo eletrônico de aventura/quebra-cabeça, desenvolvido pela Webfoot Technologies e publicado pela THQ licença da Hasbro, e lançado em 2006 pelo Game Boy Advance.
- My Little Pony: Pinkie Pie's Party é um jogo eletrônico de aventura/quebra-cabeça e de 2008, desenvolvido pela Webfoot Technologies e publicado pela THQ licença da Hasbro, e lançado em 2008 pela Nintendo DS.